# 帕梅拉·希利
帕梅拉·希利（英語：Pamela Healy，1963年6月24日—），生于旧金山，美国女子帆船运动员。她曾代表美国参加1992年夏季奥林匹克运动会帆船比赛，联同J·J·艾斯勒获得女子470级铜牌。